# کریستین هورن
کریستین هورن (به انگلیسی: Christine Horne) (زاده ۱۴ دسامبر ۱۹۸۱) بازیگر کانادایی است.
از کارهای معروف او می‌توان به بازی در فیلم فرشته سنگی اشاره کرد.

## فیلم‌شناسی
فهرست برخی از فیلم‌هایی که کریستین هورن در آن‌ها به ایفای نقش پرداخته‌است:
- فرشته سنگی (۲۰۰۷)
- داستان‌هایی که می‌گوییم (۲۰۱۲)
- اسیر (۲۰۱۴)
- خانه ما (۲۰۱۸)